# 謝良佐
謝良佐（1050年—1103年），字顯道，壽春上蔡人，學者稱上蔡先生，宋代經學家。

## 生平
從程顥受學，後卒業於程頤。登進士第，與遊酢、呂大臨、楊時號「程門四先生」，為學主「敬是常惺惺法」，為朱熹所稱道。良佐為學駁雜不醇，思想較接近程顥。朱震曾偕弟朱巽拜見，為震講授《論語》，晚年信佛，嘗言：「吾常習忘以養生」。著有《論語說》。

## 外部連結
- 鍾彩鈞：〈謝上蔡、李延平與朱子早年思想（页面存档备份，存于）〉。